# Rougemont (Doubs)
Rougemont is een gemeente in het Franse departement Doubs (regio Bourgogne-Franche-Comté) en telt . De plaats maakt deel uit van het arrondissement Besançon. Rougemont telde op 1 januari 2022 1.012 inwoners.

## Geografie
De oppervlakte van Rougemont bedraagt 18,33 vierkante kilometer; de bevolkingsdichtheid is 56 inwoners per km² (per 1 januari 2019).
Naast Rougement bestaat de gemeente uit de communes associées Chazelot, Montferney en Morchamps. Het centrum van Rougement ligt op een hoogte van 287 meter. De gemeente ligt op de linkeroever van de Ognon.
De gemeente telt ongeveer 375 ha aan bossen.
De onderstaande kaart toont de ligging van Rougemont met de belangrijkste infrastructuur en aangrenzende gemeenten.

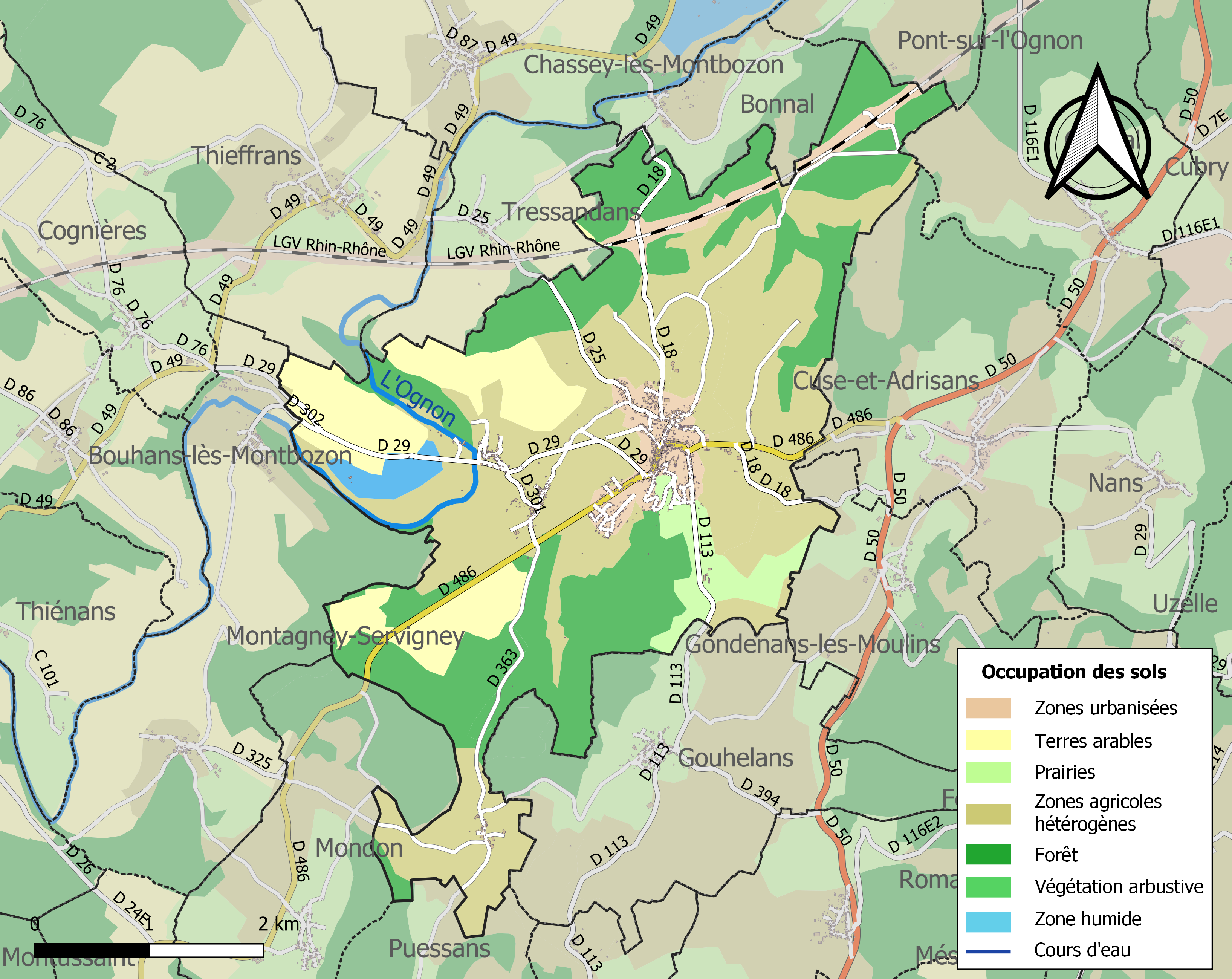

## Demografie
In 1793 telde de gemeente ongeveer 1.200 inwoners. Na 1880 daalde de bevolking sterk door emigratie.
Onderstaande figuur toont het verloop van het inwonertal (bron: INSEE-tellingen).

## Geschiedenis

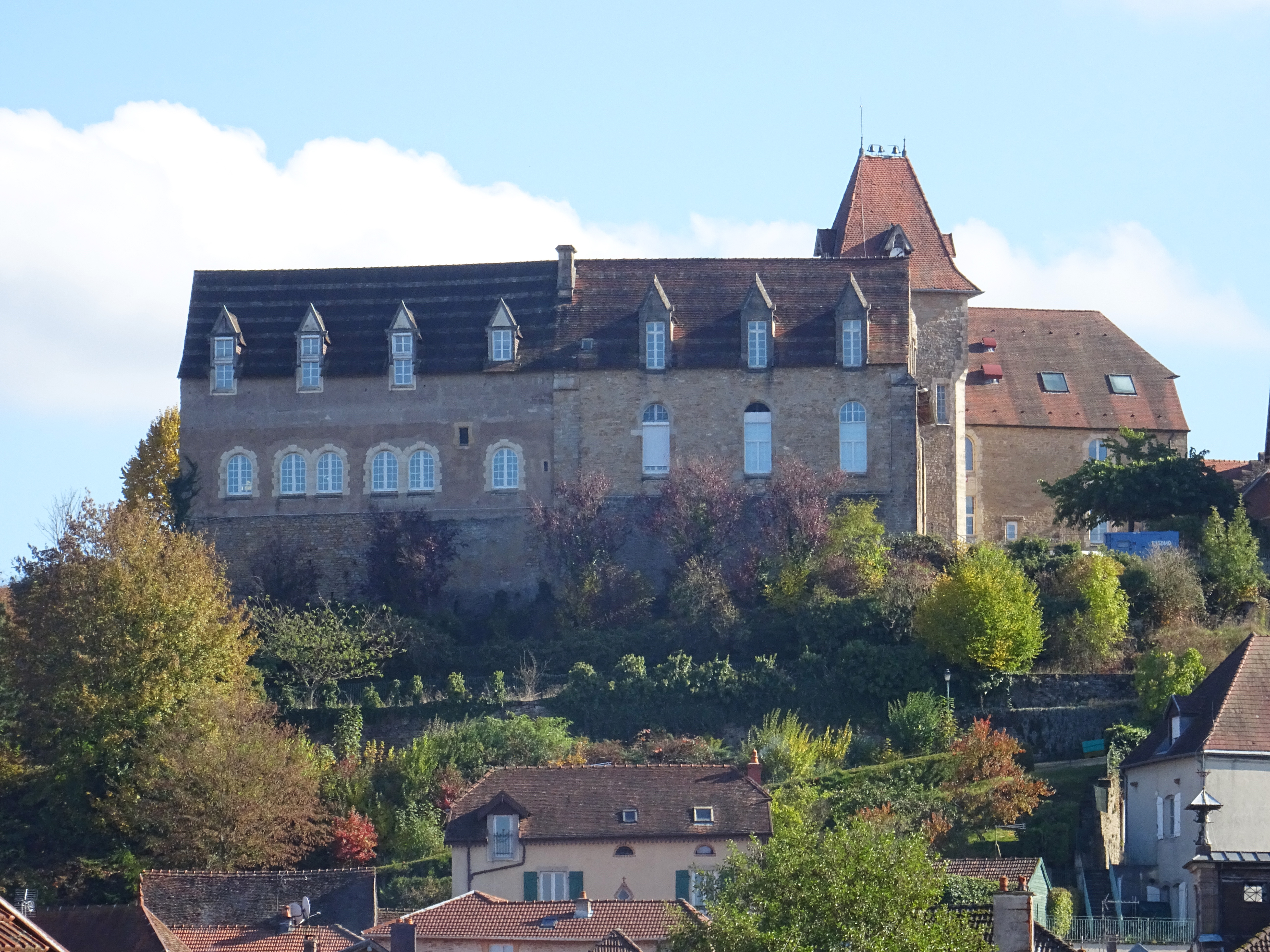
In 1448 werd het cordeliersklooster gebouwd op de voorburcht van het kasteel van Rougemont. Het klooster werd opgeheven na de Franse Revolutie.

In de 9e eeuw werd een donjon gebouwd op een rotsachtige heuvel boven de Ognon. De donjon werd uitgebouwd tot een feodaal kasteel en aan de voet van het kasteel groeide Rougemont. De stad was omringd door een muur met daarin vier poorten. In 1106 werd de Église de la Trinité gebouwd. In 1370 kreeg Rougemont stadsrechten.
De stad kende meermaals oorlogsgeweld. In de 15e eeuw was dit ten gevolge van de strijd tussen de burgeroorlog tussen de Armagnacs en Bourguignons. In de 16e eeuw werd het vernielde kasteel vervangen door een nieuw kasteel met vier toren en een donjon. In de 17e eeuw woedde de Dertigjarige Oorlog in de streek. In 1637 stierf bovendien de helft van de bevolking (624 inwoners) aan de pest. Vanaf de tweede helft van de 17e eeuw keerde de rust weer. De stadsmuren werden niet meer onderhouden en raakten in verval. Het kasteel werd afgebroken in 1808. De stadspoorten werden in 1868 gesloopt; enkel delen van de Porte du vieux Moulin, de oostelijke stadspoort, bleven bewaard.
Wijnbouw was de belangrijkste economische activiteit. De plaag van de druifluis trof de gemeente en de streek hard. Vanaf 1880 volgde er een uittocht van de bevolking op zoek naar betere economische mogelijkheden. In 1896 werd een station geopend op de spoorlijn tussen Loulans-les-Forges en Lure. Deze lijn werd in 1939 gesloten voor reizigersverkeer en in 1982 voor vrachtverkeer.

## Geboren
- Humbertus Guilielmus de Precipiano (1627-1711), bisschop van Brugge en aartsbisschop van Mechelen